# アナクレトゥス2世 (対立教皇)
アナクレトゥス2世（? - 1138年1月25日）は、ローマ教皇インノケンティウス2世の対立教皇である（在位：1130年2月14日 - 1138年1月25日）。本名はピエトロ・ピエルレオニ（ピエトロ・ピエルレオーニとも）。

## 生涯
ローマの出身で、フランスのパリで勉学した後、クリュニー修道院の修道士となる。1111年（1112年、1116年とも）にパスカリス2世によって助祭枢機卿に叙任される。以後も歴代教皇の側近として信任が厚く、1120年にはカリストゥス2世により司祭枢機卿に昇進、イングランド・フランスへ教皇特使として派遣されたこともある。そのため1130年2月にホノリウス2世が死去すると教皇候補に上げられた。
しかしピエルレオニの反対派である少数の枢機卿らはインノケンティウス2世を教皇として擁立、反発した多くの枢機卿やローマ市民から教皇アナクレトゥス2世に擁立されたピエルレオニは、自家の財力でローマを掌中に収めインノケンティウス2世を逃亡させ、教会は分裂状態になった。フランスへ亡命したインノケンティウス2世には当時神学者として権威のあったクレルヴォーのベルナルドゥス、ローマ王ロタール3世、フランス王ルイ6世、東ローマ帝国皇帝ヨハネス2世コムネノスの支持があったが、アナクレトゥス2世はシチリア伯ルッジェーロ2世をシチリア王戴冠と引き換えに支持を取り付け、ローマを確保し続けた。アキテーヌ公ギヨーム10世も支持者だった。
1133年、ロタール3世が神聖ローマ皇帝としての戴冠を条件にしてインノケンティウス2世を支持してローマに進軍、インノケンティウス2世もローマに帰還した。だが戴冠式を終えたロタール3世が帰国するとアナクレトゥス2世の支持勢力がインノケンティウス2世を再度追放、教会は分裂したままになった。アナクレトゥス2世本人は在位中ずっとレオ城に監禁状態に置かれたままで、1138年1月25日に死去した。支持者たちはウィクトル4世を次の対立教皇に擁立したが短期間で退位、1139年に第2ラテラン公会議開催とルッジェーロ2世の王位承認でインノケンティウス2世はようやく教会分裂を終結させた。